# Thorniké Gordadzé
Thorniké Gordadzé  (en géorgien : თორნიკე გორდაძე), né le 10 novembre 1975 à Koutaïssi (RSS de Géorgie, Union soviétique), est un politologue français et un homme politique géorgien.

## Biographie

### Vie personnelle
L'une de ses grand-mères l’initie à la langue française et il entreprend de l'étudier au lycée. En 1992, il vient étudier en France à Nantes. Il obtient son baccalauréat avant d’intégrer  l'Institut d'études politiques de Bordeaux (diplôme en  1996), puis l'Institut d'études politiques de Paris (diplôme en 1997). En 2001, il obtient la nationalité française.

### Carrière académique
Assistant à l'Institut d’études politiques de Paris, il rédige pour différentes revues françaises une cinquantaine d'articles concernant la géopolitique de l’Europe de l’Est,.
En 2002 et 2003, il devient chercheur associé à l'université Yale.
Il continue sa carrière universitaire en France après la Révolution des Roses.
Il est chargé de différents enseignements à l’Institut des études politiques de Paris. En 2006, il y obtient son doctorat, avant de rejoindre l’Institut français d'études anatoliennes (IFEA) et de prendre la direction de l’Observatoire du Caucase à Bakou jusqu’en juillet 2010. Parallèlement, il est chercheur associé au Centre d'études et de recherches internationales (CERI), à Paris.
En 2013, il retrouve le CERI pour un projet sur les entités sécessionnistes et États auto-proclamés en Europe.
En décembre 2013, il cofonde le Georgian Institute for Strategic Studies.
Le 2 janvier 2014, il devient conseiller pédagogique formation, études et recherche de l’Institut des hautes études de défense nationale (IHEDN),.
Il est, de plus, depuis quelques années professeur au collège universitaire de Sciences Po Paris, sur le campus européen de Dijon, dispensant notamment des cours sur les conflits et l'identité dans le Caucase.

### Carrière ministérielle
Le 25 juin 2010, Thorniké Gordadzé est nommé par Mikheil Saakachvili vice-ministre des Affaires étrangères : il est chargé des relations avec l'Union européenne et en particulier des négociations en cours avec Bruxelles au sujet de l'accord d'association entre la Géorgie et l'Union européenne,.
Le 24 août 2012, il est nommé ministre d'État chargé de l'intégration européenne et euro-atlantique.
Le 23 octobre, après un dernier cycle de négociations avec Bruxelles mené conjointement avec son successeur, ses fonctions prennent fin à la suite de la défaite du Mouvement national uni (MNU), le parti du président, lors des élections législatives du 1er octobre.

## Publications principales
- 1999 : La Documentation française : « États et nations en Transcaucasie » avec Claire Mouradian.
- 2001 : Critique internationale:  « La Géorgie et ses hôtes ingrats ».
- 2002 : Critique internationale : « Le tournant géostratégique de Poutine et l'armée russe ».
- 2003 : L'Harmattan, Logiques du politique : « La police et la formation de l’État post-communiste en Géorgie » Gilles Favarel-Garrigues, Les Polices post-communistes.
- 2003 : Karthala : « Les nouvelles guerres du Caucase (1989-2000) et la formation de l'État post-communiste », Pierre Hassner, Roland  Marchal, Guerres et sociétés. État et violence après la guerre froide.
- 2008 : Le Courrier des pays de l’Est : « Que reste-t-il du stalinisme ? ».
- 2009 : Sharpe (New York) : « Imperial Servant as the Head of National State: Shevardnadze’s Uneasy Relations with Russia », Svante Cornell et Frederick Starr, Guns of August. Russia’s war in Georgia.
- 2014 : Presses de Sciences Po : Géopolitique de la démocratisation, Jacques Rupnik, chapitre 3 : « Le Caucase entre l'Union eurasienne et l’Union européenne ».